# Музей на линкора „Айова“
Музеят на линкора „Айова“ е морски музей, разположен в пристанището на Лос Анджелис (на английски: Port of Los Angeles) в Сан Педро (щата Калифорния). Основен експонат на музея е линкорът „Айова“ (на английски: USS Iowa (BB-61)), главен кораб на своя тип.

## История
Линкорът „Айова“ е главен кораб на последната серия американски линейни кораби. Той влиза в строй през 1943 г., служи през Втората световна война, по време на войната в Корея и „Студената война“. В течение на своята служба получава 11 бойни звезди, служи като флагмански кораб на трима американски президента. На 6 септември 2011 г. корабът е предаден на Тихоокеанския център на линейните кораби (Pacific Battleship Center) в Сан Педро (щата Калифорния), който е база на линейния флот на САЩ (Battle Flee) от 1919 до 1940 г.
На 27 октомври 2011 г. корабът е преведен от стоянката на резервния флот в Суисун Бей (Suisun Bay Reserve Fleet) в порт Ричмънд (Калифорния) за пребоядисване и обновление. На 27 май 2012 г., в деня на своето 75-летие корабът е отбуксиран под моста Голдън Гейт към последната си стоянка в порта на Лос Анджелис.
На 4 юли 2012 г. музеят е отворен за посещение в присъствието на над 1500 зрители на 87 причал на порт Лос Анджелис. В музея се провеждат ежедневни екскурзии, групови програми, образователни посещения, показват се филми, военни церемонии, подготвят се провеждания на нощни програми.
Дневните екскурзии включват посещение на най-големите оръдия на американския флот (406 мм, дължина 50 калибра), каютите на офицерите, каютата на президента Рузвелт, бронираната рубка, ракетните палуби, матроските кубрици, столовата, вертолетната палуба и други помещения. Корабът се намира на територията на Лосанджелиския център за пътешествия (Los Angeles World Cruise Center), наблизо е разположен паркинг за 2100 автомобила.
Линкорът участва в заснемането на няколко филма и сериали, включая „Морска полиция: Лос Анджелис“, „American Warships“, „Bermuda Tentacles“, „Dark Rising“. На кораба се провеждат и следните ежегодни мероприятия: срещите на ветераните от Лос Анджелис (City of Los Angeles Veterans Appreciation), дните на паметта (Memorial Day Celebration), дните в памет на 11 септември.